# Borgella tumulosa
Borgella tumulosa är en mossdjursart som beskrevs av Arnold Girard Kluge 1955. Borgella tumulosa ingår i släktet Borgella och familjen Cerioporidae. Inga underarter finns listade i Catalogue of Life.